# Aphthona pallida
Aphthona pallida är en skalbaggsart som först beskrevs av Bach 1856.  Aphthona pallida ingår i släktet Aphthona, och familjen bladbaggar. Enligt den svenska rödlistan är arten otillräckligt studerad i Sverige. Arten förekommer på Öland. Artens livsmiljö är jordbrukslandskap, stadsmiljö.